# Савой (Техас)
Савой (англ. Savoy) — місто (англ. city) в США, в окрузі Фаннін штату Техас. Населення — 712 особи (2020).

## Географія
Савой розташований за координатами 33°35′58″ пн. ш. 96°21′59″ зх. д. / 33.59944° пн. ш. 96.36639° зх. д. (33.599447, -96.366281).  За даними Бюро перепису населення США в 2010 році місто мало площу 2,00 км², уся площа — суходіл.

## Демографія
Згідно з переписом 2010 року, у місті мешкала 831 особа в 293 домогосподарствах у складі 200 родин. Густота населення становила 415 осіб/км².  Було 349 помешкань (174/км²).
Расовий склад населення:
| - 93,4 % — білих - 2,3 % — чорних або афроамериканців - 2,0 % — корінних американців - 0,5 % — азіатів |

До двох чи більше рас належало 1,7 %. Частка іспаномовних становила 3,6 % від усіх жителів.
За віковим діапазоном населення розподілялося таким чином: 21,7 % — особи молодші 18 років, 54,0 % — особи у віці 18—64 років, 24,3 % — особи у віці 65 років та старші. Медіана віку мешканця становила 43,7 року. На 100 осіб жіночої статі у місті припадало 86,7 чоловіків;  на 100 жінок у віці від 18 років та старших — 73,1 чоловіків також старших 18 років.
Середній дохід на одне домашнє господарство  становив 43 212 долари США (медіана — 37 292), а середній дохід на одну сім'ю — 54 040 доларів (медіана — 49 545). Медіана доходів становила 35 625 доларів для чоловіків та 27 188 доларів для жінок. За межею бідності перебувало 18,7 % осіб, у тому числі 16,9 % дітей у віці до 18 років та 14,4 % осіб у віці 65 років та старших.
Цивільне працевлаштоване населення становило 228 осіб. Основні галузі зайнятості: освіта, охорона здоров'я та соціальна допомога — 28,5 %, виробництво — 16,7 %, роздрібна торгівля — 14,9 %.